# 河合ひかる
河合 ひかる（かわい ひかる、1990年12月3日 - ）は、日本の女性モデル。宮城県仙台市出身。ファッションスタジオに所属。オスカープロモーションのガールズユニット「モデルガールズ」と「C.C.ガールズ3」の一員だった。

## 来歴
- 2008年10月、『仙台コレクション2008』にモデルとして出演。
- 2009年、スポーツランドSUGOのレースクイーンとして1年間活動[2]。
- 2010年5月、『Girls Award2010S/S』にモデルとして出演。
- 2010年10月、第19代トリンプ・イメージガールに就任[3]。1990年代生まれとしては初めてのトリンプ・イメージガールとなった。
- 2012年5月21日、モデルユニット『モデルガールズ』のメンバーに入る[4][※ 2]。
- 2014年7月31日、ミス・ワールド日本代表に選出[5]。12月、英ロンドンエクセルで行われた世界大会に出場[6]。
- 2019年9月、新たに結成された「C.C.ガールズ3」のメンバーとなる[7]が、10月に鈴木佳奈と共に体調不良で休養に入りグループからも脱退した[8]。
- 2019年10月、オスカープロモーションからの退会が発表された。[9]

## 出演

### テレビ番組
- PON!「美∼Life∼『モデルガールズ』のモデル体操」（2012年6月20日、27日、日本テレビ）[10]

### テレビドラマ
- 殺しの女王蜂（2013年10月、テレビ東京） - エンジェル 役
- 陰陽師（2015年9月13日、テレビ朝日） - 夢虫 役

### イベント
- ポルシェ新車「ニューボクスター」除幕式（2012年6月22日、東京ミッドタウン）[11]